# دی‌دی تی‌وی
دی‌دی تی‌وی یک کانال تلویزیونی متعلق به دن دیاکونسکو بود. در ۲۳ اوت ۲۰۰۹ به عنوان دومین ایستگاه متعلق به دیاکونسکو، علاوه بر OTV، راه اندازی شد. پس از بسته شدن OTV توسط CNA، دیاکونسکو از DDTV برای پخش برنامه‌هایی که معمولاً در OTV نشان داده شده استفاده می‌کرد و CNA نیز DDTV را ۱۰۰٬۰۰۰ لئوی رومانی جریمه می‌کرد.